# Phytomyza erigerophila
Phytomyza erigerophila este o specie de muște din genul Phytomyza, familia Agromyzidae, descrisă de Erich Martin Hering în anul 1927. Conform Catalogue of Life specia Phytomyza erigerophila nu are subspecii cunoscute.